# Sideritis spinulosa
Sideritis spinulosa là một loài thực vật có hoa trong họ Hoa môi. Loài này được Barnades ex Asso miêu tả khoa học đầu tiên năm 1784.